# Condicions estàndard de pressió i temperatura
En general, les condicions estàndard de pressió i temperatura (STP) són conjunts estàndard de condicions per establir mesures experimentals que permetin fer comparacions entre diferents conjunts de dades. Els estàndards més utilitzats són els de la Unió Internacional de Química Pura i Aplicada (IUPAC) i el National Institute of Standards and Technology (NIST), tot i que no són estàndards universalment acceptats. Altres organitzacions han establert una varietat de definicions alternatives per a les seves condicions de referència estàndard.

## Definicions
En química, el terme condicions estàndard de pressió i temperatura implica que la temperatura referenciada és de 25 °C (298 K) i la pressió d'1 atm (definida com a 101325 Pa). El terme equivalent en anglès és standard ambient temperature and pressure (SATP).
La IUPAC va canviar la definició de temperatura i pressió estàndard el 1982:
- Fins al 1982, STP es definia com una temperatura de 273,15 K (0 ° C, 32 ° F) i una pressió absoluta d’exactament 1 atm (101.325 kPa).
- Des de 1982, STP es defineix com una temperatura de 273,15 K (0 ° C, 32 ° F) i una pressió absoluta exactament de 10 ⁵ Pa (100 kPa, 1 bar).

La STP no s'ha de confondre amb l'estat estàndard que s'utilitza habitualment en les avaluacions termodinàmiques de l'energia de Gibbs d’una reacció.
NIST utilitza una temperatura de 20 ° C (293,15 K, 68 anys ° F) i una pressió absoluta d'1 atm (14.696 psi, 101,325 kPa). Aquest estàndard també s'anomena temperatura i pressió normals (abreujat com a NTP). Aquests valors declarats de STP utilitzats per NIST no s'han verificat i requereixen una font. Tanmateix, els valors citats a Modern Thermodynamics with Statistical Mechanics per Carl S. Helrich i A Guide to the NIST Chemistry WebBook de Peter J. Linstrom suggereix que un STP comú utilitzat per NIST per a experiments termodinàmics és de 298,15 K (25 ° C, 77 ° F) i 1 bar (14,5038 psi, 100 kPa).
Les condicions mètriques estàndard internacionals per al gas natural i fluids similars són 288.15 K (15.00 °C; 59.00 °F) i 101,325 kPa.
A la indústria i el comerç, sovint són necessàries condicions estàndard de temperatura i pressió per definir les condicions de referència estàndard per expressar els volums de gasos i líquids i quantitats relacionades com la velocitat de cabal volumètric (els volums de gasos varien significativament amb la temperatura i la pressió): metres cúbics estàndard per segon (Sm 3 / s) i metres cúbics normals per segon (Nm 3 / s).
No obstant això, moltes publicacions tècniques (llibres, revistes, anuncis d'equips i maquinària) simplement indiquen "condicions estàndard" sense especificar-les; sovint substituint el terme per " condicions normals " més antigues, o "NC". En casos especials, això pot provocar confusió i errors. Les bones pràctiques sempre incorporen les condicions de referència de temperatura i pressió. Si no s'indica, se suposa que hi ha algunes condicions ambientals ambientals, properes a la pressió d’1 atm, 293 K (20 ° C), i 0% d'humitat.

### Usos passats
Abans de 1918, molts professionals i científics que utilitzaven el sistema mètric d'unitats definien les condicions de referència estàndard de temperatura i pressió per expressar els volums de gas com a 15 °C (288.15 K; 59.00 °F) i 101.325 kPa (1.00 atm; 760 Torr). Durant els mateixos anys, les condicions de referència estàndard més utilitzades per a les persones que utilitzaven els sistemes habituals imperials o dels EUA 60 °F (15.56 °C; 288.71 K) i 14.696 psi (1 atm) perquè va ser utilitzat gairebé universalment per les indústries del petroli i el gas a tot el món. Les definicions anteriors ja no són les més utilitzades en cap dels dos sistemes d'unitats.

### Ús actual
Actualment, les organitzacions de tot el món utilitzen moltes definicions diferents de les condicions de referència estàndard. A la taula següent s'enumeren alguns, però n’hi ha més. Algunes d'aquestes organitzacions van utilitzar altres estàndards en el passat. Per exemple, des de 1982, la IUPAC ha definit les condicions de referència estàndard com a 0 ° C i 100 kPa (1 bar), en contrast amb el seu antic estàndard de 0 ° C i 101.325 kPa (1 atm). El nou valor és la pressió atmosfèrica mitjana a una altitud d’uns 112 metres, que és més propera a l’altitud mitjana mundial d’habitatge humà (194 m).
Les empreses de gas natural d’Europa, Austràlia i Amèrica del Sud n’han adoptat 15 ° C (59 ° F) i 101.325 kPa (14.696 psi) com a condicions de referència del volum de gas estàndard, que s'utilitzen com a valors bàsics per definir el metre cúbic estàndard. A més, l'Organització Internacional per a l'Estandardització (ISO), l'Agència de Protecció Ambiental dels Estats Units (EPA) i l'Institut Nacional d'Estàndards i Tecnologia (NIST) tenen cadascun més d'una definició de les condicions de referència estàndard en les seves diferents normes i regulacions.
| Temperatura | Temperatura | Pressió | Pressió | Pressió | Pressió | Humitat relativa (%) | Entitat editora o creadora |
| ° C         | ºF          | kPa     | mmHg    | psi     | inHg    | Humitat relativa (%) | Entitat editora o creadora |
| ----------- | ----------- | ------- | ------- | ------- | ------- | -------------------- | --- |
| 0           | 32          | 100.000 | 750,06  | 14.5038 | 29.530  |                      | IUPAC (STP) des de 1982 |
| 0           | 32          | 101,325 | 760,00  | 14.6959 | 29.921  |                      | NIST, ISO 10780, anteriorment IUPAC (STP) fins al 1982 |
| 15          | 59          | 101,325 | 760,00  | 14.6959 | 29.921  | 0                    | OACI 's ISA, ISO 13443, EEE, Egia (SI definició) |
| 20          | 68          | 101,325 | 760,00  | 14.6959 | 29.921  |                      | EPA, NIST . Això també s'anomena NTP, temperatura i pressió normals.                                                                                                   |
| 22          | 71,6        | 101,325 | 760,00  | 14.6959 | 29.921  | 20-80                | Associació Americana de Físics en Medicina |
| 25          | 77          | 100.000 | 750,06  | 14.5038 | 29.530  |                      | IUPAC (SATP) |
| 25          | 77          | 101,325 | 760,00  | 14.6959 | 29.921  |                      | EPA |
| 20          | 68          | 100.000 | 750,06  | 14.5038 | 29.530  | 0                    | CAGI |
| 15          | 59          | 100.000 | 750,06  | 14.5038 | 29.530  |                      | SPE |
| 20          | 68          | 101.3   | 760     | 14,69   | 29,9    | 50                   | ISO 5011 |
| 20          | 68          | 101,33  | 760,0   | 14.696  | 29,92   | 0                    | GOST 2939-63 |
| 15,56       | 60          | 101,33  | 760,0   | 14.696  | 29,92   |                      | SPE, US OSHA, SCAQMD |
| 15,56       | 60          | 101,6   | 762     | 14,73   | 30,0    |                      | EGIA (Definició del sistema imperial) |
| 15,56       | 60          | 101,35  | 760,21  | 14.7    | 29,93   |                      | US DOT (SCF) |
| 15          | 59          | 99,99   | 750,0   | 14.503  | 29,53   | 78                   | Metro de l'Exèrcit dels Estats Units |
| 15          | 59          | 101,33  | 760,0   | 14.696  | 29,92   | 60                   | ISO 2314, ISO 3977-2 |
| 21.11       | 70          | 101.3   | 760     | 14,70   | 29,92   | 0                    | AMCA, densitat de l’aire = 0,075 lbm / ft 3. Aquest estàndard AMCA només s'aplica a l’aire; Compressed Gas Association [CGA] s'aplica a l'ús de gas industrial als EUA |
| 15          | 59          | 101.3   | 760     | 14,70   | 29,92   |                      | Administració Federal d'Aviació (FAA) |
| 20          | 68          | 101,325 | 760,00  | 14.6959 | 29.921  | 0                    | EN 14511-1: 2013 |
| 15          | 59          | 101,325 | 760,00  | 14.6959 | 29.921  | 0                    | ISO 2533: 1975 ISO 13443: 2005, ISO 7504: 2015 |
| 0           | 32          | 101,325 | 760,00  | 14.6959 | 29.921  | 0                    | DIN 1343: 1990 |

Abreviatures:
- EGIA: Llei d'inspecció d'electricitat i gas (del Canadà)
- SATP: temperatura i pressió ambient estàndard
- SCF: peu cúbic estàndard

## Ambient internacional estàndard
En aeronàutica i dinàmica de fluids, la " International Standard Atmosphere " (ISA) és una especificació de la pressió, la temperatura, la densitat i la velocitat del so a cada altitud. L’atmosfera estàndard internacional és representativa de les condicions atmosfèriques a latituds mitjanes. Als EUA, aquesta informació s'especifica a l'atmosfera estàndard dels EUA, que és idèntica a la "atmosfera estàndard internacional" a totes les altituds de fins a 65.000 peus sobre el nivell del mar.

## Condicions estàndard de laboratori
Com que moltes definicions de temperatura i pressió estàndard difereixen significativament en la temperatura de les temperatures estàndard de laboratori (per exemple, 0 ° C vs. ~ 25 ° C), sovint es fa referència a "condicions de laboratori estàndard" (un terme deliberadament triat per ser diferent del terme "condicions estàndard de temperatura i pressió", malgrat la seva identitat semàntica propera quan s'interpreta literalment). No obstant això, el que és la temperatura i la pressió de laboratori "estàndard" està inevitablement lligada a la geografia, atès que les diferents parts del món difereixen pel clima, l'altitud i el grau d'ús de la calor / refrigeració al lloc de treball. Per exemple, les escoles de Nova Gal·les del Sud , Austràlia, en fan servir 25 ° C a 100 kPa per a condicions de laboratori estàndard. ASTM International ha publicat la norma ASTM E41- Terminology Relating to Conditioning i centenars de condicions especials per a determinats materials i mètodes d’assaig. Altres organitzacions estàndard també tenen condicions de prova estàndard especialitzades.

## Volum molar d’un gas
És igualment important indicar les condicions de referència i temperatura aplicables quan s'estableix el volum molar d’un gas com ho és quan s'expressa un volum de gas o un cabal volumètric. Indicar el volum molar d’un gas sense indicar les condicions de referència de temperatura i pressió té molt poc significat i pot provocar confusió.
El volum molar de gasos al voltant de STP i a pressió atmosfèrica es pot calcular amb una precisió que sol ser suficient utilitzant la llei dels gasos ideals. El volum molar de qualsevol gas ideal es pot calcular en diverses condicions de referència estàndard, tal com es mostra a continuació::
- V m = 8,3145 × 273,15 / 101,325 = 22,414  dm 3 / mol a 0 ° C i 101,325 kPa
- V m = 8,3145 × 273,15 / 100.000 = 22,711 dm 3 / mol a 0 ° C i 100 kPa
- V m = 8,3145 × 298,15 / 101,325 = 24,466 dm 3 / mol a 25 ° C i 101,325 kPa
- V m = 8,3145 × 298,15 / 100.000 = 24,790 dm 3 / mol a 25 ° C i 100 kPa
- V m = 10,7316 × 519,67 / 14,696 = 379,48 ft 3 / lbmol a 60 ° F i 14,696 psi (o aproximadament 0,8366 ft 3 / gram mol)
- V m = 10,7316 × 519,67 / 14,730 = 378,61 ft 3 / lbmol a 60 ° F i 14,73 psi

La literatura tècnica pot ser confusa perquè molts autors no expliquen si utilitzen la constant de gas ideal R o la constant de gas específica R s. La relació entre les dues constants és R s = R / m, on m és la massa molecular del gas.
La norma nord-americana Atmosphere (USSA) fa servir 8.31432 m 3 · Pa / (mol · K) com a valor de R. Tanmateix, la USSA de 1976 reconeix que aquest valor no és coherent amb els valors de la constant d'Avogadro i la constant de Boltzmann.